# Zamachy w Mumbaju (2006)
Zamachy w Mumbaju w 2006 roku – seria wybuchów 7 bomb podłożonych 11 lipca w pociągach podmiejskich w Mumbaju. Bomby były umieszczone w samowarach. W wyniku tych eksplozji zginęło w sumie 209 osób, a 714 zostało rannych.

## Przebieg zamachów
Wybuchy miały miejsce w rejonie stacji Matunga Road, Mahim, Bandra, Khar Road, Jogeshwari, Bhayandar and Borivali. Seria eksplozji rozpoczęła się o 18:24 czasu indyjskiego i trwała 11 minut. Wszystkie bomby były umieszczone w przedziałach wagonów pierwszej klasy (niektóre z tych przedziałów były przedziałami dla kobiet). Wszystkie pociągi wyruszyły z Churchgate i zmierzały w kierunku zachodnich przedmieść.
Premier Shivraj Patil powiedział, że władze otrzymały informacje o atakach, ale nie wiadomo było, gdzie te ataki mają się wydarzyć.
Zamachy miały miejsce kilka godzin po zamachach w Srinagarze, największym mieście prowincji Dżammu i Kaszmir (zginęło tam 8 osób a 43 zostały ranne), jednak jak twierdziły władze, zamachy nie były ze sobą powiązane.

## Następstwa
3 dni po zamachach, odpowiedzialność wzięło na siebie ugrupowanie Lashkar-e-Qahhar, jeden z odłamów ugrupowania Laszkar-i-Toiba. W mailu wysłanym do jednej z indyjskich stacji telewizyjnych napisano, że w zamachu wzięło udział 16 osób. Wspomniano również, że eksplozje w pociągach były częścią większej serii ataków w Indiach. Potencjalne zamachy miały nastąpić również m.in. na lotniskach, Tadź Mahal w Agrze czy też w Czerwonym Forcie w Delhi. List ten utwierdził władze w przekonaniu, że za zamachem stał Laszkar-i-Toiba.
15 września 2012 roku skazano 12 osób oskarżanych o dokonanie zamachów: 7 z nich skazano karę śmierci, pozostałych 5 na dożywocie.